# Theope mundula
Theope mundula är en fjärilsart som beskrevs av Hans Ferdinand Emil Julius Stichel 1926. Theope mundula ingår i släktet Theope och familjen Riodinidae. Inga underarter finns listade i Catalogue of Life.